# Natação nos Jogos Pan-Americanos de 2023 - 50 m livre masculino
A competição de 50 m livre masculino da natação nos Jogos Pan-Americanos de 2023 foi disputada em 24 de outubro no Centro Acuático Estadio Nacional, em Santiago, no Chile. No total, competiram 34 atletas de 25 Comitês Olímpicos Nacionais (CON).

## Calendário
Horário local (UTC-4).
| Data          | Horário | Fase          |
| ------------- | ------- | ------------- |
| 24 de outubro | 09:20   | Eliminatórias |
| 24 de outubro | 16:10   | Final B       |
| 24 de outubro | 16:15   | Final A       |

## Medalhistas
| Ouro   | USA David Curtiss |
| Prata  | USA Jonny Kulow   |
| Bronze | BAH Lamar Taylor  |

## Recordes
Antes desta competição, os recordes mundiais e dos Jogos Pan-Americanos da prova eram os seguintes:
| Tipo                             | Atleta                | Tempo | Local       | Data                   |
| -------------------------------- | --------------------- | ----- | ----------- | ---------------------- |
|                                  | BRA César Cielo Filho | 20s91 | São Paulo   | 18 de dezembro de 2009 |
| Recorde dos Jogos Pan-Americanos | BRA César Cielo Filho | 21s58 | Guadalajara | 20 de outubro de 2011  |

## Resultados

### Eliminatórias
Qualificação: Os oito mais rápidos (QA) qualificam-se para a final A e os próximos oito mais rápidos (QB) qualificam-se para a final B.
As eliminatórias foram realizadas em 24 de outubro.
| Pos. | Bateria | Raia | Atleta              | Nacionalidade                       | Tempo | Notas |
| ---- | ------- | ---- | ------------------- | ----------------------------------- | ----- | ----- |
| 1    | 4       | 4    | Jonny Kulow         | USA Estados Unidos                  | 21.90 | QA    |
| 2    | 5       | 4    | David Curtiss       | USA Estados Unidos                  | 22.10 | QA    |
| 3    | 4       | 5    | Alberto Mestre      | VEN Venezuela                       | 22.20 | QA    |
| 4    | 5       | 2    | Gabriel Castaño     | MEX México                          | 22.38 | QA    |
| 5    | 5       | 3    | Victor Alcará       | BRA Brasil                          | 22.46 | QA    |
| 6    | 5       | 5    | Guilherme Caribé    | BRA Brasil                          | 22.47 | QA    |
| 7    | 4       | 6    | Lamar Taylor        | BAH Bahamas                         | 22.48 | QA    |
| 8    | 3       | 4    | Marcelo Chierighini | BRA Brasil                          | 22.57 | WD    |
| 9    | 4       | 3    | Guido Buscaglia     | ARG Argentina                       | 22.58 | QA    |
| 10   | 3       | 3    | Diego Mas Fraiz     | VEN Venezuela                       | 22.64 | QB    |
| 11   | 3       | 5    | Mikel Schreuders    | ARU Aruba                           | 22.69 | QB    |
| 12   | 5       | 6    | Edouard Fullum-Huot | CAN Canadá                          | 22.78 | QB    |
| 13   | 3       | 6    | Nikoli Blackman     | TTO Trinidad e Tobago               | 22.84 | QB    |
| 14   | 3       | 2    | Stephen Calkins     | CAN Canadá                          | 22.85 | QB    |
| 15   | 4       | 2    | Jorge Iga           | MEX México                          | 23.00 | WD    |
| 16   | 5       | 7    | Matias Santiso      | ARG Argentina                       | 23.02 | QB    |
| 17   | 4       | 7    | Mariano Lazzerini   | CHI Chile                           | 23.13 | QB    |
| 18   | 4       | 1    | Leo Nolles          | URU Uruguai                         | 23.17 | QB    |
| 19   | 3       | 1    | Jeancarlo Calderón  | PAN Panamá                          | 23.32 |       |
| 20   | 2       | 4    | Jack Kirby          | BAR Barbados                        | 23.48 |       |
| 21   | 5       | 8    | Ben Hockin          | PAR Paraguai                        | 23.58 |       |
| 22   | 4       | 8    | Gabriel Martínez    | HON Honduras                        | 23.59 |       |
| 23   | 2       | 2    | Nixon Hernández     | ESA El Salvador                     | 23.90 |       |
| 24   | 2       | 5    | James Allison       | CAY Ilhas Cayman                    | 24.00 |       |
| 25   | 3       | 7    | Elías Ardiles       | CHI Chile                           | 24.14 |       |
| 26   | 3       | 8    | Sidrell Williams    | JAM Jamaica                         | 24.17 |       |
| 27   | 2       | 3    | Irvin Hoost         | SUR Suriname                        | 24.18 |       |
| 28   | 2       | 7    | Guido Montero       | CRC Costa Rica                      | 24.31 |       |
| 29   | 2       | 1    | Miguel Vásquez      | EAI Equipe de Atletas Independentes | 24.34 |       |
| 30   | 1       | 4    | Nector Segovia      | ESA El Salvador                     | 24.45 |       |
| 31   | 2       | 6    | Adriel Sanes        | ISV Ilhas Virgens Americanas        | 24.54 |       |
| 32   | 1       | 5    | Zackary Gresham     | GRN Granada                         | 24.89 |       |
| 33   | 1       | 3    | Nikolas Sylvester   | VIN São Vicente e Granadinas        | 26.03 |       |
| –    | 5       | 1    | Stefano Mitchell    | ANT Antígua e Barbuda               | DNS   |       |

### Final B
A final B foi realizada em 24 de outubro.
| Pos. | Raia | Atleta              | Nacionalidade         | Tempo | Notas |
| ---- | ---- | ------------------- | --------------------- | ----- | ----- |
| 9    | 3    | Edouard Fullum-Huot | CAN Canadá            | 22.45 |       |
| 10   | 5    | Mikel Schreuders    | ARU Aruba             | 22.58 |       |
| 11   | 4    | Diego Mas Fraiz     | VEN Venezuela         | 22.59 |       |
| 12   | 6    | Nikoli Blackman     | TTO Trinidad e Tobago | 22.73 |       |
| 13   | 2    | Stephen Calkins     | CAN Canadá            | 22.96 |       |
| 14   | 7    | Matias Santiso      | ARG Argentina         | 22.97 |       |
| 15   | 1    | Mariano Lazzerini   | CHI Chile             | 23.06 |       |
| 16   | 8    | Leo Nolles          | URU Uruguai           | 23.40 |       |

### Final A
A final A foi realizada em 24 de outubro.
| Pos. | Raia | Atleta           | Nacionalidade      | Tempo | Notas |
| ---- | ---- | ---------------- | ------------------ | ----- | ----- |
| 01 ! | 5    | David Curtiss    | USA Estados Unidos | 21.85 |       |
| 02 ! | 4    | Jonny Kulow      | USA Estados Unidos | 21.90 |       |
| 03 ! | 1    | Lamar Taylor     | BAH Bahamas        | 22.13 |       |
| 4    | 3    | Alberto Mestre   | VEN Venezuela      | 22.16 |       |
| =5   | 6    | Gabriel Castaño  | MEX México         | 22.27 |       |
| =5   | 7    | Guilherme Caribé | BRA Brasil         | 22.27 |       |
| =7   | 8    | Guido Buscaglia  | ARG Argentina      | 22.39 |       |
| =7   | 2    | Victor Alcará    | BRA Brasil         | 22.39 |       |

Legenda
| Recorde mundial                  | Recorde mundial (World record)               |                       | Recorde africano                      | Recorde africano (African) |                                           | Q | Classificado por posição (Qualified) |
| Recorde dos Jogos Pan-Americanos | Recorde pan-americano (Pan-American record)  | Recorde da América    | Recorde da América (Americas)         | q                          | Classificado por melhor tempo (Qualified) |   |                                      |
| Melhor marca do ano              | Melhor marca do ano (World leading)          | Recorde asiático      | Recorde asiático (Asian)              | DNS                        | Não largou (Did not start)                |   |                                      |
| Recorde nacional                 | Recorde nacional (National record)           | Recorde europeu       | Recorde europeu (European)            | DNF                        | Não terminou (Did not finish)             |   |                                      |
| Recorde pessoal                  | Recorde pessoal do atleta (Personal best)    | Recorde da Oceania    | Recorde da Oceania (Oceania)          | DSQ / DQ                   | Desclassificado (Disqualified)            |   |                                      |
| Recorde da temporada             | Recorde da temporada do atleta (Season best) | Recorde sul-americano | Recorde sul-americano (South America) | NM                         | Sem marca (No mark)                       |   |                                      |